# Skjoldborg (parochie)
Skjoldborg is een parochie van de Deense Volkskerk in de Deense gemeente Thisted. De parochie maakt deel uit van het bisdom Aalborg en telt 579 kerkleden op een bevolking van 620 (2004).
Historisch maakt de parochie deel uit van de herred Hundborg. In 1970 werd de parochie opgenomen in de nieuw gevormde gemeente Thisted.
Arup · Hansted · Hillerslev · Hjardemål · Hundborg · Hunstrup · Jannerup · Kallerup · Kåstrup · Klitmøller · Lild · Nørhå · Nors · Øsløs · Øster Vandet · Østerild · Ræhr · Sennels · Sjørring · Skinnerup · Skjoldborg · Thisted · Tilsted · Tømmerby · Torsted · Tved · Vang · Vesløs · Vester Vandet · Vigsø · Vorupør